# I Was Warned
I Was Warned is het achtste studioalbum van Robert Cray. Mercury Records gaf het op 8 september 1992 op compact disc en elpee uit.
Het album bereikte de 103de plaats in de Amerikaanse hitlijst, de 42ste plaats in Nederland, de 29ste plaats in het Verenigd Koninkrijk en de 27ste plaats in Zwitserland.

## Tracklist
| Nr. | Titel                       | Schrijver(s)        | Duur |
| --- | --------------------------- | ------------------- | ---- |
| 1.  | Just a Loser                | Kaihatsu            | 4:23 |
| 2.  | I'm a Good Man              | Cray, Walker        | 4:12 |
| 3.  | I Was Warned                | Cray, Walker        | 7:15 |
| 4.  | The Price I Pay             | Cray, Walker        | 5:06 |
| 5.  | Won the Battle              | Pugh, Walker        | 3:53 |
| 6.  | On the Road Down            | Cray, Steve Cropper | 4:02 |
| 7.  | A Whole Lotta Pride         | Cray, Walker        | 4:34 |
| 8.  | A Picture of a Broken Heart | Boz Scaggs, Walker  | 5:22 |
| 9.  | He Don't Live Here Anymore  | Pugh, Walker        | 5:13 |
| 10. | Our Last Time               | Hanes, Pugh         | 5:10 |

## Musici
- Karl Sevareid - basgitaar
- Kevin Hayes - drums
- Tim Kaihatsu - gitaar
- Jim Pugh - toetsen

- Andrew Love - tenorsaxofoon
- Wayne Jackson - trompet, trombone
- Robert Cray - zang, gitaar